# Fizjotektonika
Fizjotektonika (z gr. fizjo – pierwszy człon wyrazów złożonych posiadających związek znaczeniowy z przyrodą, tektonike – zwartość dzieła lub budowa całości posiadającej charakter dynamiczny) – sztuka programowania i projektowania przestrzeni krajobrazu kulturowego oparta na rozpoznaniu oraz badaniu dynamicznych, zmieniających się w czasie struktur przyrodniczych i kulturowych. 
Termin fizjotektonika został wprowadzony w 2003 roku przez Włodzimierza Dreszera na konferencji w Akademii Sztuk Pięknych w Poznaniu.